# Третя світова війна (Доктор Хто)
Третя світова війна (англ. World War Three) — п'ятий епізод першого сезону поновленого британського телесеріалу «Доктор Хто», який уперше було показано на телеканалі BBC One 23 квітня 2005 року. Є другою частиною двосерійної історії, що розпочалась у попередньому епізоді «Прибульці в Лондоні».

## Сюжет
Електричний розряд проходить через всіх експертів з іншопланетян на Даунінґ-стріт, 10, вбиваючи їх, але Дев'ятий Доктор, не постраждав, на відміну від решти. Доктор тікає вниз і привертає увагу столичної поліції. Міккі заходить у квартиру Джекі, де знаходиться прибулець-інспектор поліції. Він хапає Джекі за руку, витягуючи її з квартири.
Слівіни в кімнаті з експертами поспіхом забиваються в свої шкури саме тоді, коли Лікар повертається з поліцейським. Доктора звинувачують у тому, що він убив усіх експертів, а слівін Асквіт наказує поліції стратити Доктора. Доктору вдається залишити їх та перейти на верхні поверхи будинку.
Слівін Маргарет Блейн продовжує переслідувати Гаррієт і Роуз, вони ховаються одному з офісів на верхньому поверсі. Поліція ізолює верхні поверхи, слівіни піднімаються туди, знімають шкіри вбитих ними людей і винюхують схованки Гаррієт і Роуз. Коли вони майже знайшли Гаррієт та Роуз, з'являється Доктор та рятує їх. Вони забирають із собою Екстрені протоколи (англ. Emergency Protocols) та виявляють, що слівіни є родиною, а не расою, і прийшли на Землю з комерційними цілями. Доктор замикається з Роуз та Гаррієт Джонс у залі засідань Кабінету, захистившись від атак слівінів та закривши собі шляхи втечі.
Слівіни викликають решту родини на Даунінг-стріт. Міккі вдається повернутись разом із Джекі до своєї квартири, хоча іншопланетянин-комісар поліції все ще переслідує їх.
У заблокованому кабінеті Доктор шукає можливі шляхи втечі. Роуз задається питанням, чи є у Надзвичайних протоколах, які вони отримали, тікаючи від слівінів, коди оборони, які вони можуть використовувати для запуску ядерної зброї на прибульців. Гаррієт пояснює, що коди запуску ядерних ракет знаходяться в Організації Об'єднаних Націй, і перед їх отриманням необхідне ухвалення резолюції.
Доктор просить Міккі увійти на вебсайт UNIT на своєму комп'ютері. Міккі знаходить сигнал про те, що корабель слівінів знаходиться у Північному морі та імпульсує в космос. Тим часом прибулець-інспектор вламується через двері до квартири.

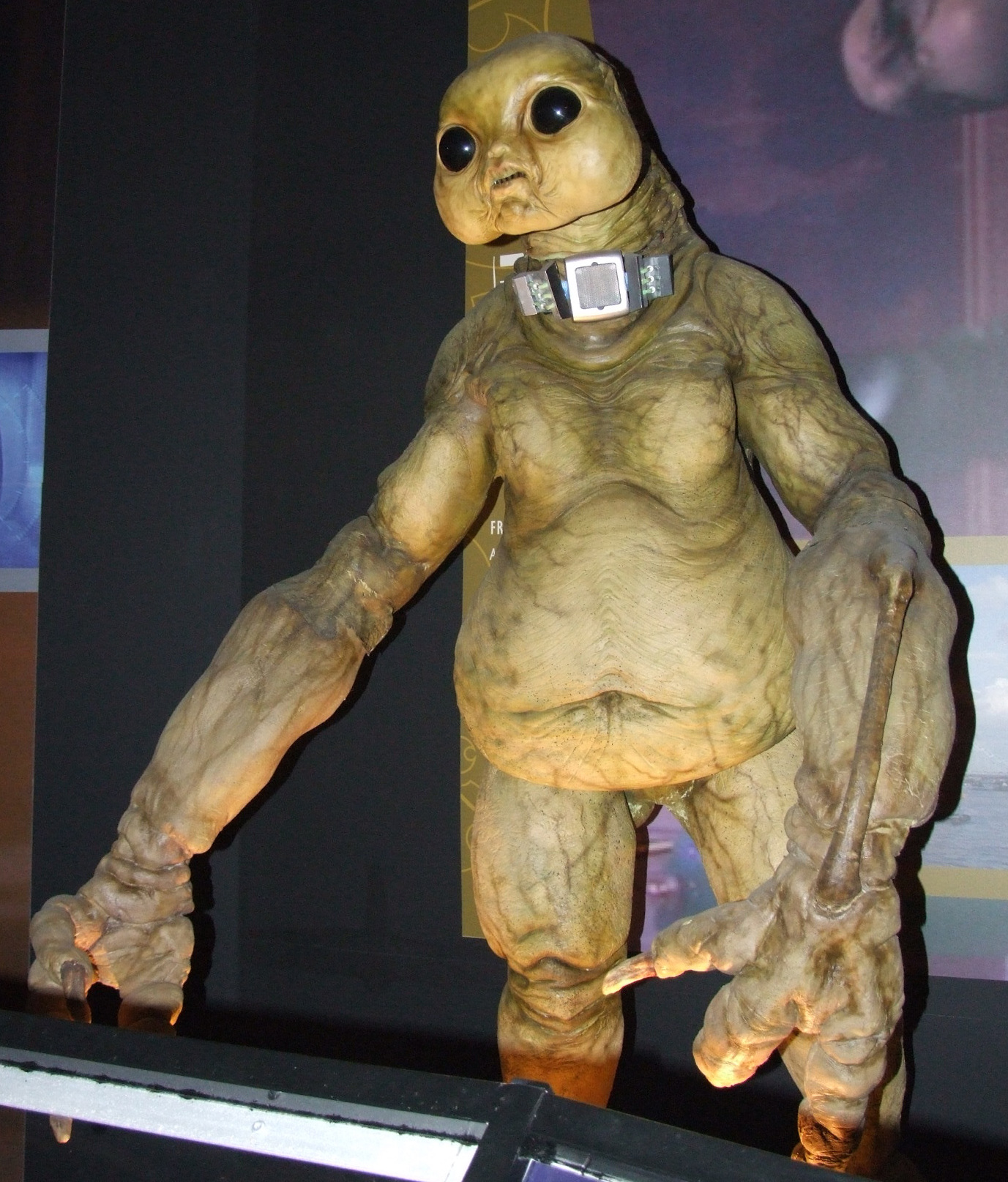
Манекен слівена на виставці Doctor Who Experience

Доктор з'ясовує походження слівінів (планета Раксакорікофаллапаторіус) та їх слабкі сторони. Після того, як Доктор з'ясував, що слівіни слабкі до оцтової кислоти, Джекі та Міккі використовують мариновану їжу з квартири Міккі, щоб убити фальшивого інспектора поліції.
Слівіни з 10 Даунінг-стріт виходять на вулицю, а іншопланетянин-виконувач обов'язків прем'єр-міністра виступає перед ЗМІ та закликає ООН ухвалити резолюцію і передати коди доступу, які дозволять Великій Британії атакувати корабель прибульців, що над країною. Доктор усвідомлює, що слівіни влаштували таке видовище, щоб зробити більш імовірним прийняття резолюції ООН. Слівіни запустять ракети не в космос, а проти інших держав, що спричинить Третю світову війну. Потім вони продадуть радіоактивні залишки Землі як джерело палива.
Доктор допомагає Міккі отримати управління над підводним човном Королівського флоту типу «Трафальгар» і вистрілити ракетою на Даунінґ-стріт, 10, не бувши упевненим, чи вони виживуть. Слівіни гинуть від вибуху, коли ракета влучає, але Доктор, Роуз та Гаррієт виживають. Доктор припускає, що Гаррієт може стати наступним прем'єр-міністром.
Доктор ловить хлопчика, який написав на його поліцейській будці «BAD WOLF» (укр. Злий вовк) і змушує очистити його від спрей-фарби. Доктор дає Міккі компакт-диск, що містить комп'ютерний вірус, який зітре всю інформацію про Доктора в Інтернеті та просить використати його. Він також пропонує Міккі місце в TARDIS, але Міккі каже, що світ Доктора не для нього. Роуз прибуває з повним рюкзаком для подальших подорожей і питає Доктора, чи може Міккі прийти разом. Доктор прикриває його.

## Зйомки епізоду
За словами Рассела Т. Девіса, цей епізод називався «Прибульці Лондона, друга частина» до останньої хвилини, коли назву було змінено на «Третя світова війна». Книга від The Telos Publishing Ltd. «Назад до Вихру» цитує «10 Даунінг-стріт» як ще одну робочу назву. Це рішення виявилося прецедентом, оскільки в оригінальному телесеріалі у всіх багатоепізодних історіях серії ділили заголовок початкового епізоду. Усі багатоепізодні історії в новому серіалі продовжують мати окремі заголовки, окрім двосерійної історії «Кінець часу».

## Трансляція епізоду та відгуки
Епізод «Третя світова війна» переглянуло 7,98 мільйонів глядачів у Великій Британії
Як і перший епізод двосерійної історії, «Третя світова війна» отримав переважно змішані відгуки. Арнольд Т. Блумбург в журналі «Now Playing» дав епізоду оцінку C+, вважаючи його дещо кращим «Прибульців у Лондоні» через зменшення кількості «юнацького» гумору, пов'язаного зі слівінами, а також через гарну гру акторів, що їх грали, хоча деяких ефектів гри бракувало. Він критикував напрямок та «низьку» оперованість ракети UNIT з домашнього комп'ютера, але хвалив сюжетну лінію з родиною Роуз, наголошуючи на гарній грі Кларк і Кодурі.